# Walter Beck (Psychologe)
Walter Beck (* 17. Dezember 1898 in Crimmitschau; † 10. August 1953 in Nürnberg) war ein deutscher Psychologe.

## Werdegang
Walter Beck studierte ab 1919 Philosophie, Psychologie, Ethnologie, Geschichte und Literaturwissenschaften an der Universität Leipzig und der Universität Jena. Er promovierte 1923 an der Universität Leipzig mit der Dissertationsschrift Der primitive Individualismus. Von 1932 bis 1933 war er für einen Forschungsaufenthalt am Social Science Research Council. In den Jahren 1933 bis 1937 war er Gastprofessor für Psychologie an der Boston University. Zurück in Deutschland wurde er 1937 Leitender Heerespsychologe in Breslau. Am 30. November 1937 beantragte er die Aufnahme in die NSDAP und wurde rückwirkend zum 1. Mai desselben Jahres aufgenommen (Mitgliedsnummer 5.754.210). 1940 habilitierte er sich an der Universität zu Breslau und arbeitet dort auch als Dozent. Über seine Tätigkeit in den USA berichtete er dem Reichsministerium für Volksaufklärung und Propaganda und dem Auswärtigen Amt.
Im Jahr 1952 erhielt Walter Beck er von der Universität Mainz die Venia legendi für Psychologie.

## Forschung
Walter Becks Forschungsschwerpunkt lag in der Sozialpsychologie und der Kulturpsychologie. Er setzte sich insbesondere mit der Beziehung zwischen Kultur und Neurose auseinander.

## Veröffentlichungen
- Grundzüge der Sozialpsychologie. Verlag: München Johann Ambrosius Barth, 1953.
- Das Individuum bei den Australiern. Ein Beitrag zum Problem der Differenzierung primitiver Gesellschaftsgruppen im Zusammenhang mit dem psychologischen Problem der Persönlichkeit und ihrer Entwicklung. Institut für Völkerkunde, Reihe: Ethnographie und Ethnologie, Band 6. Leipzig: Voigtländer, 1924.
- Culture and neurosis: Discussion. American Sociological Review, 1, 230–235.